# Lijst van steden in Luxemburg (land)
Op deze pagina vindt u de Lijst van steden van het Groothertogdom Luxemburg.
De titel stad wordt in Luxemburg bij wet toegekend. Enige steden dragen de titel stad al sinds de Middeleeuwen, de meeste steden in Luxemburg bestaan echter pas één of twee eeuwen. Op 27 februari 1843 werden zeven van de acht zich op Luxemburgs grondgebied bevindende steden bevestigd - Luxemburg-Stad, Diekirch, Grevenmacher, Echternach, Wiltz, Vianden en Remich -, met uitzondering van Clervaux. In 1906 en in 1907 werd vijf nieuwe gemeenten de titel van stad verleend. Op 7 april 1914 werd ook de gemeente Hollerich onder de naam "Hollerich-Bonnevoie" de titel stad verleend, deze nieuwe stad kwam echter na een gemeentelijke herindeling van 26 maart 1920 aan Luxemburg-Stad. Op 13 december 1988 volgde bij wet een herbevestiging van de twaalf steden.

## Lijst van steden

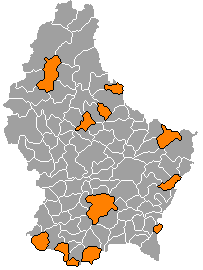
Kaart met daarop de twaalf Luxemburgse steden in het oranje

| Wapen | Duits             | Frans            | Luxemburgs     | kanton           | district     | stad sinds | inwoneraantal |
| ----- | ----------------- | ---------------- | -------------- | ---------------- | ------------ | ---------- | ------------- |
|       | Diekirch          | Diekirch         | Dikrech        | Diekirch         | Diekirch     | 1400       | 5.700         |
|       | Differdingen      | Differdange      | Déifferdeng    | Esch-sur-Alzette | Luxemburg    | 1907       | 18.900        |
|       | Düdelingen        | Dudelange        | Diddeleng      | Esch-sur-Alzette | Luxemburg    | 1907       | 18.000        |
|       | Echternach        | Echternach       | Iechternach    | Echternach       | Grevenmacher | 1300       | 4.500         |
|       | Esch an der Eltze | Esch-sur-Alzette | Esch-Uelzecht  | Esch-sur-Alzette | Luxemburg    | 1906       | 28.000        |
|       | Ettelbrück        | Ettelbruck       | Ettelbréck     | Diekirch         | Diekirch     | 1907       | 7.152         |
|       | Grevenmacher      | Grevenmacher     | Gréiwenmaacher | Grevenmacher     | Grevenmacher | 1300       | 3.000         |
|       | Luxemburg         | Luxembourg       | Lëtzebuerg     | Luxemburg        | Luxemburg    | 1300       | 82.200        |
|       | Remich            | Remich           | Réimech        | Remich           | Grevenmacher | 1400       | 2.800         |
|       | Rümelingen        | Rumelange        | Rëmmeleng      | Esch-sur-Alzette | Luxemburg    | 1907       | 3.500         |
|       | Vianden           | Vianden          | Veianen        | Vianden          | Diekirch     | 1400       | 1.400         |
|       | Wiltz             | Wiltz            | Wolz           | Wiltz            | Diekirch     | 1200       | 3.800         |